# Neodexiopsis paulistensis
Neodexiopsis paulistensis är en tvåvingeart som beskrevs av Albuquerque 1956. Neodexiopsis paulistensis ingår i släktet Neodexiopsis och familjen husflugor. Inga underarter finns listade i Catalogue of Life.